# ماريو روجاس
ماريو روجاس هو لاعب كرة قدم بوليفي، ولد في 8 سبتمبر 1941.